# خزه
خَزه‌ها گیاهانی ظریف، کوچک، بدون گل و بدون آوند متعلق به شاخهٔ خزه‌تباران (Bryophyta) هستند. خزه‌ها بر روی زمین، صخره یا روی تنهٔ درختان، طبقات حصیری یا بالش‌مانندی به وجود می‌آورند. هر یک از این بالشتک‌ها شامل تعداد زیادی گیاه جدا از هم است. به این صورت خزه‌ها با تجمع در کنار هم سعی می‌کنند با خشکی مبارزه کرده و همدیگر را مرطوب نگه دارند ، خزه‌ها گیاهان بسیار ظریفی هستند و در محیط‌های خشک به سرعت پژمرده می‌شوند، اگرچه بعضی از گونه‌ها محیط خشک را تحمل کرده و با پژمردگی مبارزه می‌کنند ولی تا زمانی که محیط مرطوب نباشد نمی‌توانند تولیدمثل کنند.
خزه‌ها معمولاً از ۲ میلی‌متر تا ۱۰ سانتی‌متر طول دارند اما برخی از آن‌ها بزرگ‌تر هستند. بزرگ‌ترین خزهٔ شناخته شده در جهان داوسنیا (Dawsonia) است که می‌تواند تا ۵۰ سانتی‌متر رشد کند. خزه‌ها شامل حدود ۱۲ هزار گونه هستند. خزه‌ها گاهی با شاخ‌واشان، جگرواشان و گلسنگ‌ها اشتباه گرفته می‌شوند. (گلسنگ حاصل هم‌زیستی انواعی از قارچ با جلبک‌ها است)
این گیاه کُندرشد از نخستین گیاهان زمینی به‌شمار می‌آید و اندام ساقه و ریشه و برگ مانند ندارند بلکه ساختارهایی شبیه به آن دارند. خزه‌ها به وسیله هاگ تولید مثل می‌کنند. این گیاهان ساختارهای عمودی ساقه‌مانند دارند، فاقد آوند هستند و از طریق گذرندگی سلولی آب را در سلول‌ها منتقل می‌کنند. خزه‌گیان که در زمین‌های مرطوب می‌رویند معمولاً با جلبک‌های داخل استخرها و رودخانه‌ها اشتباه گرفته می‌شوند.
خزه‌ها گیاهانی هستند که به‌طور گروهی می‌رویند و گاهی تشکی نرم و مخمل مانند و گاهی فرشی گسترده پدیدمی‌آورند. به ندرت می‌توان خزه‌ای را تنها پیدا کرد. در جنگل مانند فرشی سبز رنگ روی خاک مرطوب گسترده می‌شوند، روی قطعه چوب‌های در حال پوسیدن را می‌گیرند و در بیشتر موارد در قسمت پایین پوست درخت‌ها، روی سنگ‌ها و بسترهای خاکی مرطوب می‌رویند. بهترین موقع برای دیدن خزه‌ها اول بهار است، یعنی وقتی که سایر گیاهان آن‌ها را نمی‌پوشانند؛ و همچنین اسپوروفیت‌های خزه در فروردین و اردیبهشت مشهود است.
مهم‌ترین کاربرد تجاری خزه‌ها در صنعت تولید پیت (عموما در سردهٔ اسفگنوم) است. اهداف تزئینی و دکوراسیون مثل زیباسازی محیط باغ یا گلخانه و استفاده در صنعت گل، از دیگر کاربردهای تجاری خزه‌هاست. استفادهٔ سنتی از خزه‌ها برای عایق است. خزه‌ها توانایی جذب آب تا ۲۰ برابر وزن خود را دارند. به بخش ریشه مانند خزه ریزوئید گفته می‌شوند که با اینکه مثل نخ نازکند همانند لنگری خزه را محکم نگه می‌دارند.

## طبقه‌بندی

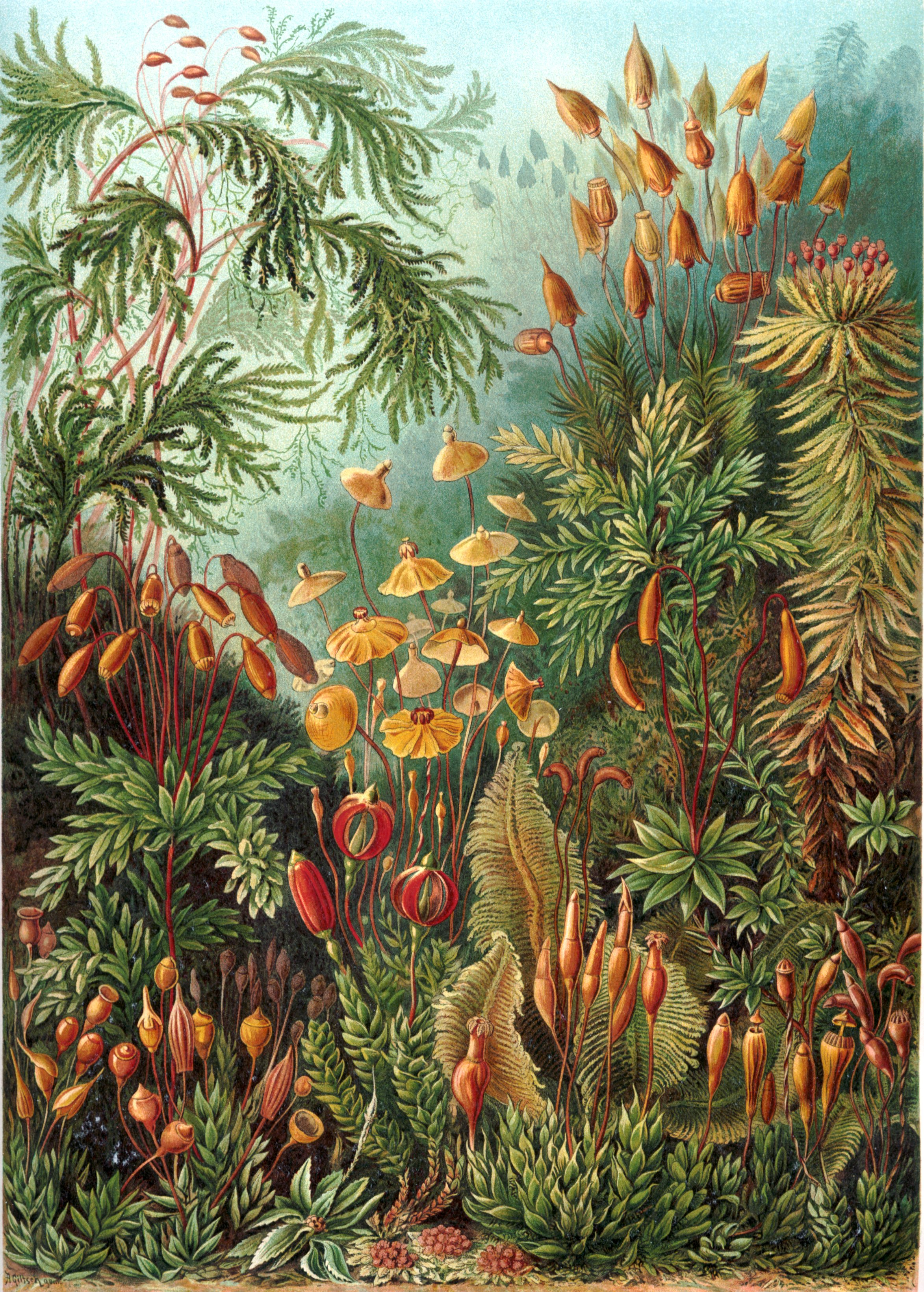
"Muscinae" from Ernst Haeckel's Kunstformen der Natur, 1904

در تقسیم‌بندی‌های جدید، خزه‌ها همراه با شاخ‌واشان و جگرواشان، در شاخهٔ خزه‌تباران (Bryophyta) طبقه‌بندی شده‌اند.
خزه‌ها دارای ۸ رده هستند که ۶ رده از آن‌ها تنها دارای یک یا دو سرده است. ردهٔ Polytrichopsida دارای ۲۳ سرده و ردهٔ Bryopsida دارای بیشترین تنوع گونه‌ای بوده و ۹۵ درصد از خزه‌ها، در این رده، قرار دارند.
۱. Sphagnopsida (peat moss) : این دسته که به peat moss یا اسفگنوم‌ها معروف هستند، شامل بیش از ۱۰۰ گونه متفاوت می‌باشند. عمدتاً در مناطق مرطوب و باتلاقی رشد می‌کنند و در تجمعات انبوه اسفنج‌مانند دیده می‌شوند و در خاک‌های با اسیدیته (pH) پایین رشد می‌کنند. خاک پیت گونه‌ای از خاک است که از انواع خاصی از این خزه تهیه می‌شود.
۲. Andreaopsida (lantern or rock moss) : این گونه خزه‌ها که معروف به خزه‌های صخره‌ای هستند، عمدتاً در سطوح سنگی رشد می‌کنند. عمدتاً به صورت پرزمانند و رنگ تیره دیده می‌شوند و در مناطق سردسیر و ارتفاعات رشد می‌کنند.
۳. Polytrichopsida : این رده از خزه‌ها از اولین گونه گیاهانی هستند که می‌توانند در شرایط بسیار سخت نیز رشد کنند و بعد از حوادثی مثل سیل و آتش‌سوزی، اولین گونه قابل رشد هستند. تنوع این گونه از خزه‌ها بسیار زیاد است و از انواع بسیار ریز خزه‌ها تا خزهٔ Dawsonia superba که بلندترین خزه با ارتفاع ۵۰ سانتیمتر است را شامل می‌شود.
۴. Bryopsida : بزرگ‌ترین و متنوع‌ترین گروه از خزه‌ها است و ۹۵٪ از کل گونه‌های خزه در این گروه قرار می‌گیرند. این خزه‌ها عمدتاً دارای اسپروفیت (کپسول) هستند. بیشتر انواع خزه‌های موجود در کشور ایران نیز از این دسته می‌باشند.
1. Takakiopsida
2. Andreaeobryopsida
3. Oedipodiopsida
4. Tetraphidopsida

## رشد و تولید مثل
خزه‌ها در بهار تولید مثل می‌کنند. ساقهٔ بلندی که کپسولی کوچک و بیضی شکل روی آن قرار دارد، از نوک هر شاخهٔ برگ دار می‌روید.
هاگ‌ها در درون این کپسول رشد می‌کنند و وقتی کپسول رسید، آزاد می‌شوند. حلقه‌های دندانه داری در محل اتصال کپسول و درپوش وجود دارد که، وقتی کپسول خشک می‌شود، به عقب خم می‌شود. هاگ‌ها بیرون می‌ریزند و باد آن‌ها را جابجا می‌کند. اگر هاگ‌ها درجایی مرطوب قرار بگیرند، جوانه می‌زنند و گیاهان نخ مانندی پدیدمی‌آورند. هر یک از این گیاهان جوانه‌هایی تولید می‌کنند که بعداً رشد می‌کند و خزهٔ تازه‌ای پدیدمی‌آورد.
بعضی از خزه‌ها نر هستند و برخی دیگر ماده. برای لقاح وجود آب ضروری است. قطره‌های بارانی که روی خزه‌ها می‌ریزد اسپرم گیاه نر را آزاد می‌کند و آن را بین گیاهان ماده پخش می‌کند. پس از لقاح، کپسول‌های هاگ‌دار می‌رویند و این چرخه دوباره شروع می‌شود.

## چرخهٔ جنسی
خزه‌ها از گیاهانی هستند که بدون تولید بذر، تولید مثل جنسی می‌کنند. زندگی این گیاه، شامل دو مرحلهٔ گامتوفیتی (هاپلوئیدی) و اسپوروفیتی (دیپلوئیدی) است. گامتوفیت خزه، گیاه اصلی سبز آن است و بزرگ‌تر از اسپوروفیت است. خزه دارای گامتوفیت نر و ماده است که در راس هر کدام به ترتیب آنتریدی و آرکگن تشکیل می‌شود. در آنتریدی٫ آنتروزوئید (گامت نر) و در آرکگن٫ سلول تخم زا (گامت ماده) که هر دو هاپلوئید اند از طریق میتوز تولید می‌شود. سپس آنتروزوئید از آنتریدی خارج شده و توسط آب‌های سطحی بوسیلهٔ دو تاژک٫ خود شنا کرده و خود را به درون آرکگن و به سلول تخم زا می‌رساند و در آرکگن با تخم زا لقاح یافته و سلول دیپلوئید تخم را می‌سازد. تخم (زیگوت) از درون آرکگن میتوز می‌کند و بزرگتر می‌شود و اسپوروفیت خزه که همواره متصل به گامتوفیت ماده است را به وجود می‌آورد. لازم است ذکر شود که اسپوروفیت خزه فتوسنتز نمی‌کند و از نظر غذایی کاملاً به گامتوفیت سبز ماده وابسته است. پس از مدتی اسپوروفیت به مرحلهٔ بلوغ می‌رسد و دارای تار (میله) ی می‌شود که در راس آن کپسول (هاگدان) وجود دارد. در هاگدان سلولی دیپلوئید به نام سلول مادر هاگ میوز داده و هاگ (هاپلوئید) را به وجود می‌آورد. در این حالت خزه دوباره وارد مرحلهٔ هاپلوئیدی می‌شود. با بازشدن هاگدان هاگ‌ها پراکنده شده و در محیط مناسب مرطوب هر کدام رشد می‌کنند (از طریق میوز) و دوباره گامتوفیت‌های نر و ماده را می‌سازند و این چرخه همواره ادامه می‌یابد. نکتهٔ جالبی که در خزه‌ها وجود دارد اینست که آن‌ها تنها یک نوع هاگ تولید می‌کنند ولی حاصل میتوز و رشد این هاگ‌ها دو نوع گامتوفیت نر و ماده است.

## کاربردها
هر چند که این گیاهان برای انسان چندان مغذی نیستند ولی گاهی موارد خوراکی هم دارند. موارد کاربردی بسیاری از این گیاهان از جمله: تأثیرات ضدمیکروبی، بیومونیتورینگ آلودگی‌های هوا، خاک و آب، جلوگیری از فرسایش‌ها، غذای دام و طیور و … از آن‌ها در دنیا شناخته شده‌است. نوعی خزه به نام اسفگنوم یا پیت دارای استفاده‌های گوناگونی می‌باشد.

### آکواریوم
در آکواریوم‌های گیاهی، از خزه‌های آب‌زی استفادهٔ زیادی می‌شود. آن‌ها در سطوح پایینی از مواد مغذی، نور و گرما، همچنان عملکرد خوبی دارند و به‌راحتی تکثیر می‌شوند. خزه‌ها در آکواریوم، به حفظ ترکیب شیمیایی مناسب آب برای میگوها، ماهی‌ها و سایر جانوران آکواریومی کمک می‌کنند. خزه‌ها کندتر از بسیاری از گیاهان آکواریومی رشد می‌کنند و نسبتاً مقاوم هستند.

### جهت‌یابی
خزه‌ها در محیط‌های مرطوب و نم دار می‌رویند و از این ویژگی در پیدا کردن جهت‌های جغرافیایی استفاده می‌شود. به گونه‌ای که اگر بر روی درختی خزه دیدیم در نیمکرهٔ شمالی آن وجه درخت که خزه دارد شمال است. البته بستگی دارد در کدام منطقه (پر فشار ، کم فشار و فشار متغیر باشید ). (یعنی در شمال درخت می‌روید) و طرف دیگر که خالی است جنوب. همچنین برای یافتن جهت در نیمکرهٔ جنوبی روش بالا عکس می‌شود. البته این موضوع همیشه نیز صدق نمی‌کند و باید جوانب دیگر نیز بررسی شود.